# RK Zagrzeb
RK PPD Zagrzeb, (pełna nazwa: Rukometni klub Prvo plinarsko društvo Zagreb), męski klub piłki ręcznej z Chorwacji, powstały w 1922 roku w Zagrzebiu. Klub występuje na pierwszym poziomie rozgrywkowym w Chorwacji, Premijer lidze. Od 2014 występuje pod obecną nazwą.

## Historia nazw
- Rukometni klub Zagreb-Viadukt (1982–1983)
- Rukometni klub Zagreb-Chromos (1983–1991)
- Rukometni klub Zagreb Lotto (1991–1992)
- Rukometni klub Badel 1862 Zagreb (1992–1995)
- Rukometni klub Banka Croatia Zagreb (1995–1996)
- Rukometni klub Badel 1862 Zagreb (1996–2002)
- Rukometni klub Zagreb (2002–2006)
- Rukometni klub Croatia Osiguranje Zagreb (2006–2014)
- Rukometni klub Prvo plinarsko društvo Zagreb (2014–)

## Sukcesy

### Jugosławia
- Mistrzostwo Jugosławii  (6x): 1957, 1961/1962, 1962/1963, 1964/1965, 1988/1989, 1990/1991
- Puchar Jugosławii  (2x): 1962, 1990/1991

### Chorwacja
- Mistrzostwo Chorwacji  (28x): 1992, 1992/1993, 1993/1994, 1994/1995, 1995/1996, 1996/1997, 1997/1998, 1998/1999, 1999/2000, 2000/2001, 2001/2002, 2002/2003, 2003/2004, 2004/2005, 2005/2006, 2006/2007, 2007/2008, 2008/2009, 2009/2010, 2010/2011, 2011/2012, 2012/2013, 2013/2014, 2014/2015, 2015/2016, 2016/2017, 2017/2018, 2018/2019

- Zdobywca Pucharu Chorwacji  (26x): 1991/1992, 1992/1993, 1993/1994, 1994/1995, 1995/1996, 1996/1997, 1997/1998, 1998/1999, 1999/2000, 2002/2003, 2003/2004, 2004/2005, 2005/2006, 2006/2007, 2007/2008, 2008/2009, 2009/2010, 2010/2011, 2011/2012, 2012/2013, 2013/2014, 2014/2015, 2015/2016, 2016/2017, 2017/2018, 2018/2019
- Finalista Pucharu Chorwacji  (1x): 2001/2002

### Europa
- Zwycięzca Ligi Mistrzów  (2x): 1991/1992, 1992/1993
- Finalista Ligi Mistrzów  (4x): 1994/1995, 1996/1997, 1997/1998, 1998/1999

- Zwycięzca Ligi SEHA  (1x): 2012/2013
- Finalista Ligi SEHA  (2x): 2017/2018, 2018/2019